# Rat-Trap
Rat-Trap (Rattenfalle) ist eine scherzhafte Bezeichnung eines Vergasers des englischen Herstellers Binks, der in den 1920er Jahren gebaut wurde. Charles Binks produzierte zunächst von 1903 bis 1906 Motorräder, um sich dann dem Bau von Vergasern zu widmen. Er erhielt im Dezember 1914 ein Patent auf einen Vergaser, dessen Rennversion einen sehr langen Ansaugtrichter besaß und an eine Rattenfalle erinnerte. 
1927 fusionierte Binks mit zwei weiteren englischen Herstellern zu Amalgamated Carburetters Ltd. (AMAL).